# Palombare (Umbrien)
Palombare ist eine Fraktion (italienisch frazione) der italienischen Gemeinde Arrone in der Provinz Terni, Region Umbrien.

## Geografie
Der Ort liegt etwa 2 km nördlich des Hauptortes Arrone, etwa 11 km nordöstlich der Provinzhauptstadt Terni und etwa 65 km südöstlich der Regionalhauptstadt Perugia. Der Ort liegt bei 280 m s.l.m. und hatte 2011 etwa 36 Einwohner. Wenige Meter westlich von Palombare fließt der Fluss Nera. Der Ort liegt an der Strada provinciale 209 Valnerina (SP 209), die von Terni im Südwesten nach Nordosten bis nach Muccia (Region Marken) führt. Nächstgelegene Orte sind Montefranco (etwa 1 km westlich) und der Hauptort Arrone. Die Gemeinde Ferentillo liegt etwa 2,5 km nördlich.

## Beschreibung

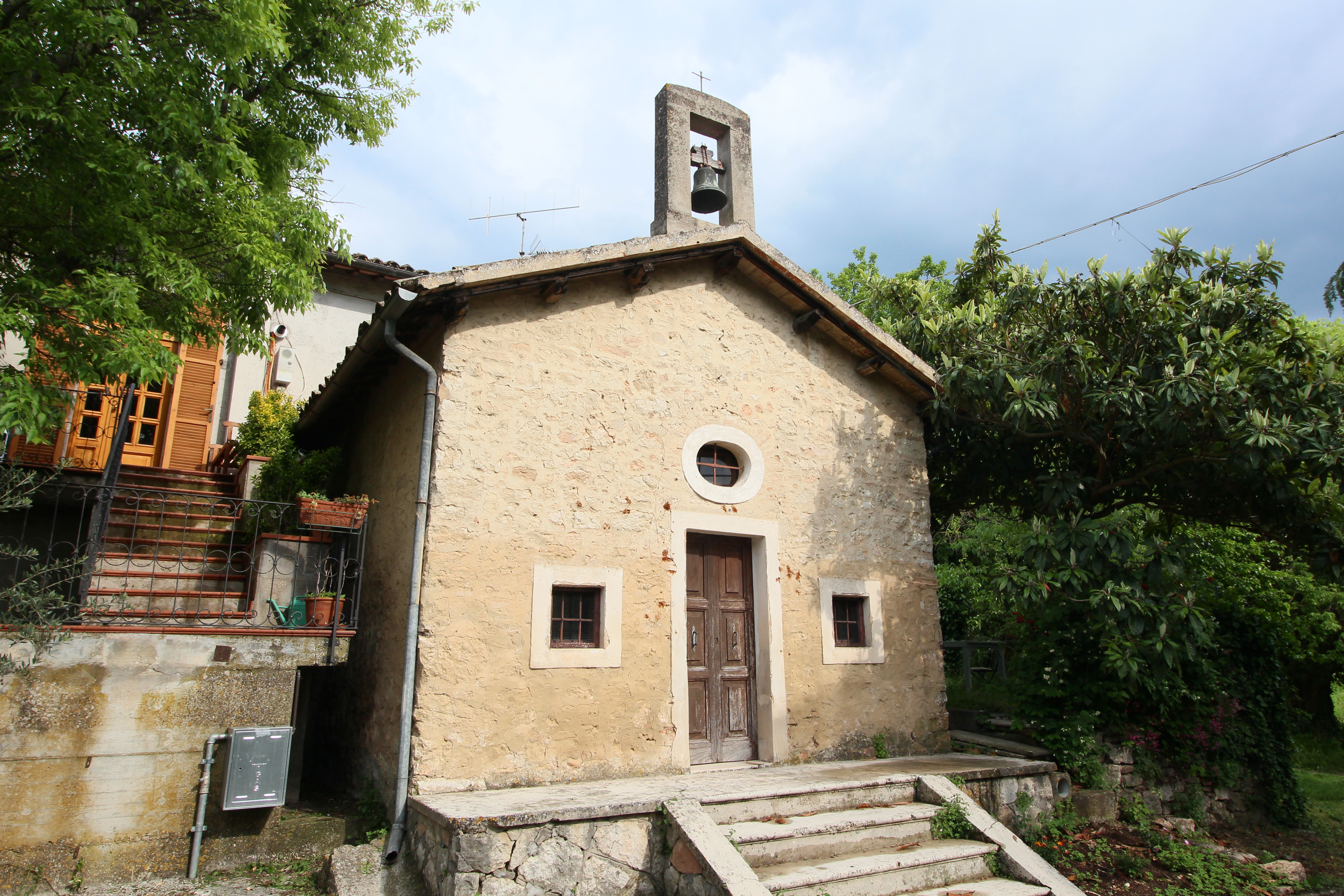
Die Kirche San Giuseppe

Die Siedlung von Palombare erlangte als Ort nie eine eigene Autonomie, sondern gehörte seit Anbeginn administrativ zum Hauptort Arrone. Namensgebend für den Ort sind Ringeltauben (Columba palumbus). Der Ort hatte nie Wehrmauern oder war befestigt. Die Türme im Ort dienten hauptsächlich der Taubenzucht. Zwei von den Türmen sind mit  Ädikulä ausgestattet, die Madonnennischen aufweisen. Die Kirche San Giuseppe ist dem hl. Josef von Nazaret geweiht und gehört zum Erzbistum Spoleto-Norcia. Sie enthält im Inneren hinter dem Altar die Statue San Giuseppe col Bambino.